# Videle
Videle város Teleorman megyében, Munténiában, Romániában.
Városi rangot 1968-ban kapott.

## Külső hivatkozások
- A város honlapja